# تئاتر قرن بیستم
تئاتر سدهٔ بیستم، دورانی از دگرگونی‌های شگرف در فرهنگ تئاتری را به تصویر می‌کشد که عمدتاً در اروپا و آمریکای شمالی روی داد. در این دوره، چالش‌های گسترده‌ای علیه اصول دیرپای بازنمایی تئاتری پدید آمد و به شکل‌گیری گونه‌های نوینی از هنر نمایش انجامید؛ از جمله مدرنیسم، اکسپرسیونیسم، امپرسیونیسم، تئاتر سیاسی و دیگر اشکال تئاتر تجربی. در کنار این تحولات، شیوه‌های تثبیت‌شده‌ای همچون ناتورالیسم و رئالیسم نیز به مسیر تکاملی خود ادامه دادند.
در طول این سده، اعتبار هنری تئاتر ــ که در سراسر قرن نوزدهم به تمسخر گرفته می‌شد ــ بار دیگر ارتقا یافت. با این حال، رشد رسانه‌های دیگر، به‌ویژه سینما، موجب شد جایگاه این هنر در گسترهٔ فرهنگ عمومی کمرنگ‌تر شود. در پرتو این دگرگونی، هنرمندان عرصهٔ تئاتر ناگزیر شدند تا راه‌های تازه‌ای برای تعامل با جامعه بیابند. پاسخ‌های گوناگونی که به این چالش داده شد، تحولاتی را رقم زد که تاریخ مدرن این هنر را شکل می‌دهد.
پیشرفت‌های نظری در حوزه‌هایی مانند  نظریه جنسیت و فلسفه پست‌مدرن، موضوعات تازه‌ای برای کاوش در عرصه تئاتر شناسایی و خلق کرد. این اجراها که گاه صراحتاً فراتئاتری بودند، با هدف مواجهه مستقیم با دریافت‌ها و پیش‌فرض‌های تماشاگران طراحی می‌شدند تا پرسش‌هایی اساسی درباره جامعه معاصر برانگیزند.این نمایش‌های چالش‌برانگیز و اثرگذار، از ویژگی‌های برجستهٔ تئاتر در دو دههٔ پایانی سدهٔ بیستم به شمار می‌رفتند.
اگرچه تحولات تئاتر در آغاز این قرن عمدتاً در اروپا و آمریکای شمالی رخ داد، اما در پنجاه سال پس از آن، شاهد اقبال گسترده به فرم‌های غیرغربی نمایش بودیم. تحت تأثیر فروپاشی امپراتوری‌ها و تداوم توسعهٔ نظریهٔ پسااستعماری، بسیاری از هنرمندان جدید با بهره‌گیری از عناصر فرهنگ‌ها و جوامع بومی خود، به خلق تئاتری چندصدایی و متنوع دست زدند.

## رئالیسم
رئالیسم بر این تلاش متمرکز است که موضوعات را به شکلی صادقانه و بدون هیچ گونه تصنع به تصویر بکشد، و این کار را با پرهیز از قراردادهای هنری مصنوعی یا عناصر نامعقول، عجیب و ماوراءالطبیعه انجام می‌دهد. برای بسیاری از هنرمندان تئاتر در طول این قرن، رئالیسم وسیله‌ای بود تا توجهات را به مشکلات اجتماعی و روانی زندگی روزمره معطوف کند.
تحت تأثیر اندیشه‌های زیگموند فروید، چارلز داروین و دیگران، بسیاری از هنرمندان به رویکردی روان‌شناختی در تئاتر روی آوردند که بر ابعاد درونی شخصیت‌های روی صحنه تأکید می‌کرد. این تحول هم در سبک‌های بازیگری، هم در نمایشنامه‌نویسی و هم در طراحی صحنه تجلی یافت. رئالیسم که با آثار نمایشنامه‌نویسان روسی مانند ایوان تورگنیف، آلکساندر آستروفسکی و لئو تولستوی آغاز شد و با امیل زولا در فرانسه و هنریک ایبسن در نروژ در اواخر قرن نوزدهم ادامه یافت، به جریان مسلط در فرهنگ تئاتری قرن بیستم در بریتانیا و آمریکای شمالی تبدیل شد.

### روسیه
در روسیه، جنبش به سوی رئالیسم زودتر از هر جای دیگر جهان آغاز شد. کنستانتین استانیسلاوسکی و ولادیمیر نِمیروویچ-دانچنکو، با الهام از پیشگامان پیشین، در سال ۱۸۹۸ تئاتر هنری مسکو را بنیان نهادند و کوشیدند تئاتر روسیه را که در سیطرهٔ ملودرام بود، به عرصه‌ای بدل کنند که هنر والا را در دسترس عموم قرار دهد. شاید مهم‌ترین دیدار تئاتری قرن بیستم هنگامی رقم خورد که این دو به مدت ۱۸ ساعت حماسی - از ساعت ۲ بعدازظهر تا ۸ صبح روز بعد - گرد هم آمدند و بنیان یکی از تأثیرگذارترین گروه‌های تئاتری سده را بنا نهادند.  آن‌ها با ترکیب هنرجویان کلاس‌های نِمیروویچ در مدرسه فیلارمونیک و گروه آماتور «انجمن هنر و ادبیات» استانیسلاوسکی، همراه با بازیگران حرفه‌ای دیگر، شرکتی حرفه‌ای با روحیه‌ای جمع‌گرا پدید آوردند که فعالانه از خودنمایی فردی جلوگیری می‌کرد. حاصل کار، تئاتری واقع‌گرا با شهرتی جهانی بود که بلیط‌های آن قیمتی مردمی داشت و با زیبایی‌شناسی یکپارچه‌اش، تکنیک‌های «گروه ماینینگن» و نوآوری‌های «تئاتر آزاد» آندره آنتوان (که استانیسلاوسکی در سفرهای پاریس دیده بود) را درهم می‌آمیخت.
در ۲۹ دسامبر ۱۸۹۸، تئاتر هنری مسکو نمایش مرغ دریایی اثر آنتون چخوف را روی صحنه برد، با بازی کنستانتین استانیسلاوسکی در نقش تریگورین و وسولد مه‌یرهولد در نقش ترپلف. این رویداد که «یکی از بزرگترین وقایع تاریخ تئاتر روسیه و از مهم‌ترین تحولات درام جهانی» به شمار می‌آید، با استقبال بی‌نظیری مواجه شد. نِمیروویچ-دانچنکو توصیف کرد که چگونه پس از سکوتی طولانی، کف‌زدن تماشاگران همچون سیل از سدها گسست و اجرا با تحسین یکپارچهٔ مطبوعات روبه‌رو شد.
تحلیلگران بعدی، موفقیت این تولید را مرهون سه عامل دانسته‌اند:
۱. وفاداری به بازنمایی ظریف زندگی روزمره
۲. اجرای جمعی و صمیمانهٔ بازیگران
۳. هم‌نوایی فضای یأس و تردید نمایش با وضعیت روانی روشنفکران روس در آن دوره.[۶]
در سال‌های نخست فعالیت این گروه، اجراهای دیگری از آثار ایبسن، شکسپیر و نیز نمایش‌های چخوف از جمله «دایی وانیا»، «باغ آلبالو» و «سه خواهر» با استقبال چشمگیری روبه‌رو شدند.